# Красный Май (Кашинский район)
Красный Май — поселок в Кашинском городском округе Тверской области.

## География
Находится в юго-восточной части Тверской области на расстоянии приблизительно 18 км на север-северо-восток по прямой от города Кашин, прилегая с юга к деревне Шепели.

## История
Населенный пункт был показан на карте 1983 года. Ныне земельные участки, расположенные на территории поселка, относятся по данным Росреестра к деревне Шепели. Таким образом, реальное существование поселка является пережитком времени, фактически он является частью указанной деревни. До 2018 года поселок входил в состав ныне упразднённого Шепелевского сельского поселения.

## Население
Численность населения: приблизительно 30 человек в 1983 году, 0 как в 2002 году, так и в 2010.